# محمد حجازي (مؤلف)
محمد حجازي (بالفارسية: محمد حجازی ) (14 أبريل 1901، طهران في إيران - 30 يناير 1974، طهران في إيران)؛ مؤلِّف، كاتب مسرحي، مترجم وروائي إيراني.

## حياته ومسيرته المهنية
ولد محمد حجازي في 14 أبريل 1901 في طهران بإيران، لعائلة ثرية ومثقفة. نشأ في بيئة أتاحت له تعليمًا مميزًا، حيث درس في مدرسة سانت لويس الإنجليزية المرموقة في طهران، وأتقن اللغتين الفارسية والإنجليزية. سافر لأوروبا في سنّ مبكرة ودرس الأدب والفلسفة في جامعات باريس وبرلين.

## المسيرة الأدبية
برز محمد حجازي كأحد أشهر الكتاب الإيرانيين في القرن العشرين، حيث كتب في مجالات عديدة شملت الرواية، القصة القصيرة، المسرحية، المقالات، والنقد الأدبي والترجمة. حظيت رواياته بشعبية واسعة، خاصةً روايته "هوما" الصادرة عام 1938 والتي اعتبرت من أهم الأعمال الأدبية الإيرانية في القرن العشرين. تميّزت أعماله بأسلوبها الواقعي وتركيزها على القضايا الاجتماعية والسياسية في إيران.
ترجم العديد من الأعمال الأدبية العالمية من الفرنسية إلى الفارسية، الأمر الذي ساهم في تعريف القارئ الإيراني بالأدب الغربي.

## النشاط السياسي
لم يكتب محمد الحجازي الأدب فقط، بل شارك أيضًا في الحياة السياسية الإيرانية. شغل مناصب حكومية مختلفة، منها عضوية مجلس الشيوخ الإيراني. ناضل من أجل الحرية والديمقراطية في إيران، ودافع عن حقوق الإنسان.

## التأثير والإرث
أحدث محمد حجازي تأثيرًا كبيرًا على الأدب الإيراني الحديث، حيث ساعد في إدخال أساليب جديدة مثل الواقعية والرمزية في الكتابة الفارسية. ألهمت أعماله العديد من الكتاب الإيرانيين اللاحقين، وساهمت في تطور الأدب الإيراني.
ألهمت أعماله العديد من الكتاب الإيرانيين اللاحقين، وساهمت بشكل كبير في تطور الأدب الإيراني. حظي بتقدير واسع من معاصريه ونال العديد من الجوائز الأدبية، لكنه واجه أيضًا بعض المضايقات من السلطات بسبب كتاباته السياسية.

## أعماله الأدبية:[4][5]
كتب حجازي العديد من الروايات والمسرحيات.
من رواياته:
هوما (1928)
- زيبا (1930)
- آينة ( المرآة) (1937)
- أنديشة ( الفكرة) (1940)
- ساغر ( الكأس) (1951)
- آهنغ ( اللحن)  (1951)
- نسيم ( النسيم( 1961)
- بارفانه (1953)
- سيريسك (الدموع) (1954)
- خانه بيدري
- رازه بينهان (السر الخفي)
- بابا كوهي (الأب الجبلي)

من مسرحياته:
- محمود آغا را واكيل كونيد (انتخب محمود آغا للبرلمان) (1951)
- عروس فارانغي (العروس الأوروبية)
- جنغ (الحرب)
- موسافيرات قم (رحلة إلى قم)